# 本当にあった!!都市伝説3
『本当にあった!!都市伝説3』（ほんとうにあったとしでんせつすりー）は、2004年公開の田川幹太監督のオリジナルビデオ作品である。

## 概要
大ヒットを記録した本当にあった!!都市伝説シリーズの最終作。
前作同様、ストーリーテラーはかわさきひろゆきで進行し、都市伝説全40話を再現ドラマを交えて語られる内容。
2006年7月、三巻の中から選りすぐりの都市伝説談話を収めた総集編『本当にあった!!都市伝説 最恐版』と『本当にあった!!都市伝説 絶叫版』がリバプール株式会社からリリースされた。

## 収録談話
1. 『霊感』（再現ドラマ）
2. 『死体洗い』
3. 『骨折』
4. 『日焼けサロンにて』
5. 『踏切事故』
6. 『ボールを持った女の子の像』
7. 『切断された首』
8. 『焼死体』
9. 『マムシ酒』
10. 『爆乳』
11. 『白いスポーツカー』
12. 『黒猫』
13. 『離れられない』
14. 『のどに詰まらせた犬』
15. 『壁に耳あり』
16. 『地蔵』
17. 『未来の夫』
18. 『テケテケ』
19. 『飛び込み』
20. 『ちょっと待て』(再現ドラマ)
21. 『投薬アルバイト』
22. 『聖夜』
23. 『牛女』
24. 『作業員』
25. 『メンソール』
26. 『パソコン』
27. 『電磁波』
28. 『ホットドッグ』
29. 『ゴキブリ男』
30. 『重役の死』
31. 『死を呼ぶ石』
32. 『赤い部屋』
33. 『牛の首』
34. 『パッシング』
35. 『角膜融合』
36. 『試練』
37. 『大学の試練』
38. 『電話』
39. 『質問』（再現ドラマ）
40. 『I Love You』

## 出演者
- かわさきひろゆき
- 時任歩
- 横須賀智美他
- 鈴木英一郎（ナレーター）